# Dipyxis mexicana
Dipyxis mexicana är en svampart som beskrevs av Cummins & J.W. Baxter 1967. Dipyxis mexicana ingår i släktet Dipyxis och familjen Uropyxidaceae.   Inga underarter finns listade i Catalogue of Life.